# Kotówka (strumień)
Kotówka – struga (rów), prawobrzeżny dopływ Strumienia Junikowskiego, przepływający przez obszar Poznania i Lubonia.

## Nazwa
Nazwa cieku wywodzi się od części Poznania, w której ma on źródło: Kotowa. 

## Przebieg i charakterystyka
Źródło znajduje się w Poznaniu przy ul. Wandy Modlibowskiej. Następnie ciek przepływa pod ulicami Tyniecką w Poznaniu i Samotną w Luboniu, a dalej jest skanalizowany. Na terenie Lubonia ma długość 280 metrów. Do Strumienia Junikowskiego uchodzi w pobliżu byłego niemieckiego obozu karno-śledczego w  Żabikowie. Kotówka przepływa przez tereny użytkowane rolniczo, podkreślone terenami zieleni. W początku XXI wieku na ul. Sąsiedzkiej w Poznaniu zbudowano 150-metrowy rurociąg odwadniający część górnej zlewni Kotówki do Strumienia Junikowskiego. Dolna część zlewni odwadniana jest starym korytem do Strumienia Junikowskiego poniżej ul. Niezłomnych w Luboniu. 
W biegu cieku znajduje się separator lamelowy i osadnik piasku. 

## Zabytki
Na terenie Lubonia, w sąsiedztwie cieku odkryto stanowisko archeologiczne kultury łużyckiej. 

## Galeria

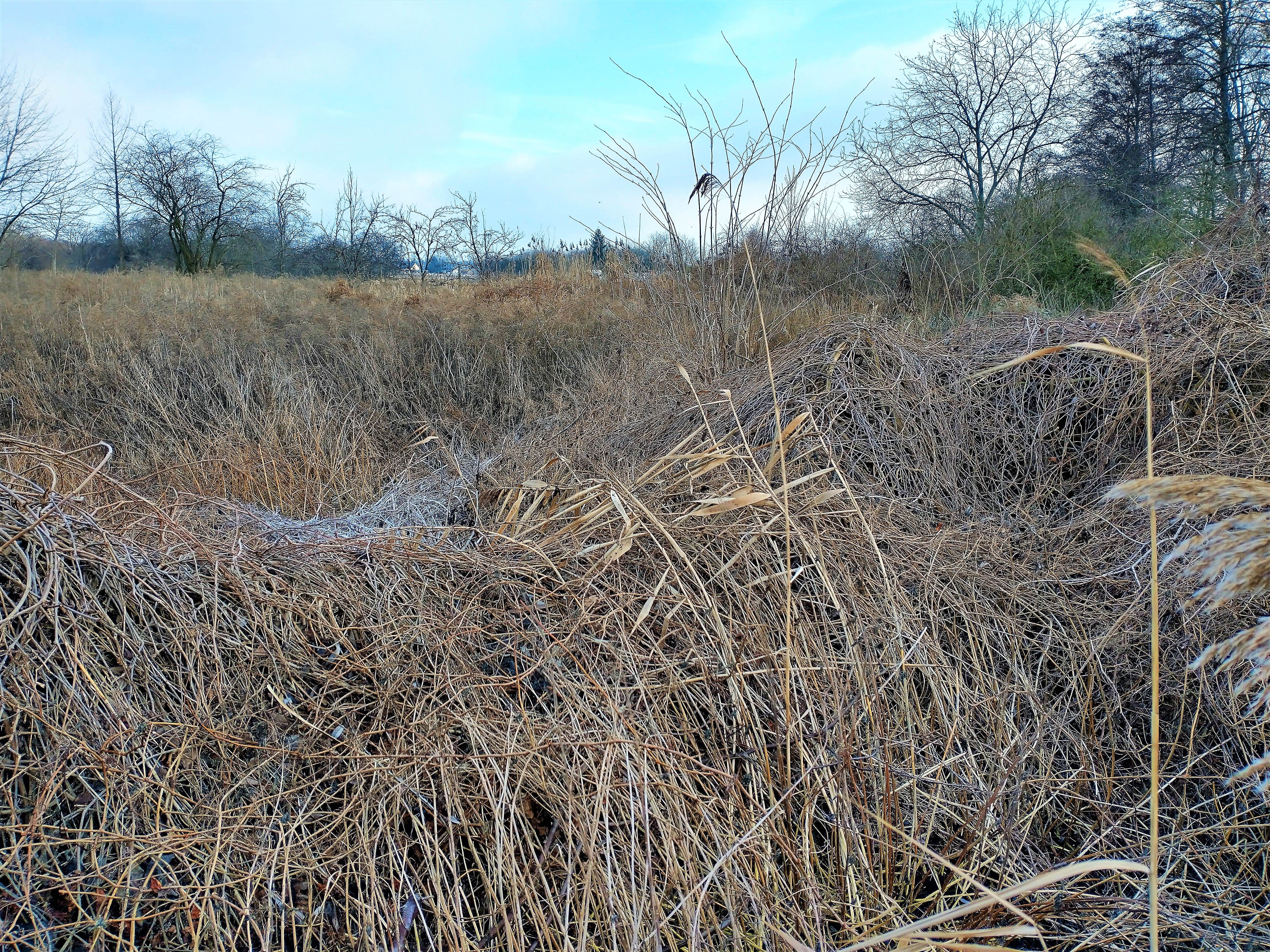
Dolina Kotówki na Kotowie
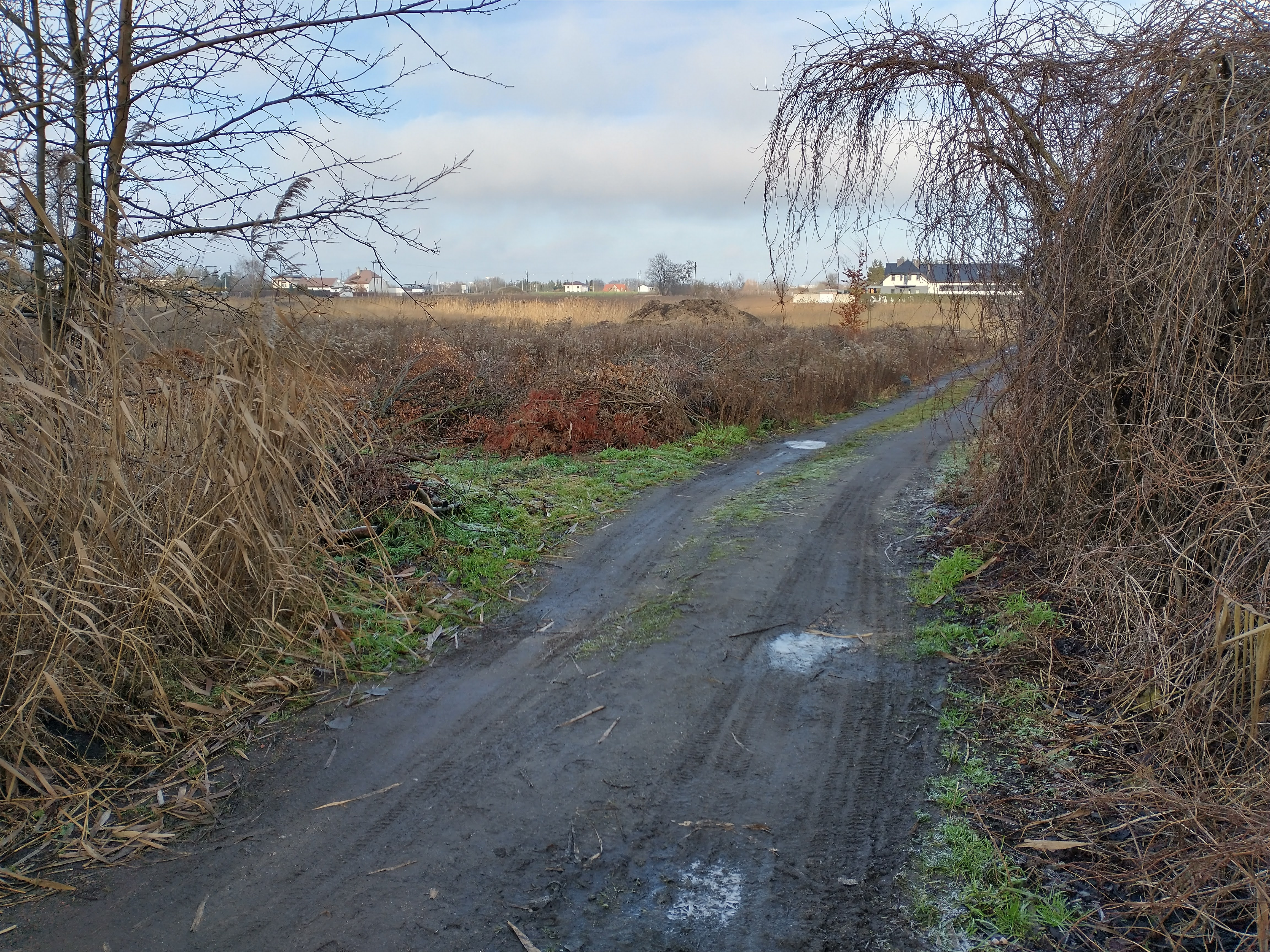